# Canton de Mugron
Le canton de Mugron est une ancienne division administrative française située dans le département des Landes et la région Aquitaine. Il a été supprimé par le nouveau découpage cantonal entré en vigueur en 2015.

## Géographie
Ce canton était organisé autour de Mugron dans l'arrondissement de Dax. Son altitude variait de 13 m (Laurède) à 127 m (Doazit) pour une altitude moyenne de 81 m.

## Administration

### Conseillers généraux de 1833 à 2015
| Période | Période          | Identité                          | Étiquette   | Qualité |
| ------- | ---------------- | --------------------------------- | ----------- | --- |
| 1833    | 1851             | Frédéric Bastiat                  |             | Économiste, juge de paix à Mugron |
| 1851    | 1865 (décès)     | Bernard, Roch, Marie Domenger     |             | Maire de Mugron (1834-1865) |
| 1865    | 1870             | Jean-Jacques, Victor Broca-Perras |             | Avocat Maire de Doazit Propriétaire du château de Candale                                                                                      |
| 1871    | 1892 (décès)     | Louis de Cès-Caupenne             | Républicain | Propriétaire agricole à Caupenne Sénateur (1887-1892)                                                                                          |
| 1892    | 1919             | Charles Degos                     | Républicain | Médecin - Maire de Mugron (1892-1919), conseiller d'arrondissement                                                                             |
| 1919    | 1940             | Francis Ducasse                   | Rad.        | Médecin - Maire de Mugron (1919-1941) Membre de la Commission administrative départementale (1941-1943) Nommé conseiller départemental en 1943 |
|         |                  |                                   |             | |
| 1945    | 1951             | René Soubaigné                    | SFIO        | Maire de Mugron (1941-1944) |
| 1951    | 1970             | René Bats                         | SFIO        | Instituteur Maire de Mugron (1952-1965) |
| 1970    | 1994             | Francis Dangoumau                 | PS          | Directeur de collège Maire de Mugron (1965-1989)                                                                                               |
| 1994    | 1998 (démission) | Henri Emmanuelli                  | PS          | Directeur-adjoint de banque Député (1978-1998 et 2000-2017) Ancien Président de l'Assemblée nationale (1992-1993) Ancien Ministre (1981-1986)  |
| 1998    | 2000 (démission) | Christian Pontarrasse             | PS          | Instituteur Maire de Mugron (1989-2008) |
| 2000    | 2015             | Henri Emmanuelli                  | PS          | Député Président du Conseil Général (1982-1998 et 2000-2015) Élu en 2015 dans le canton de Coteau de Chalosse                                  |

### Conseillers d'arrondissement (de 1833 à 1940)
Le canton de Mugron appartenait à l'arrondissement de Saint-Sever jusqu'à sa disparition en 1926
| Période                                  | Période | Identité        | Étiquette                | Qualité |
| ---------------------------------------- | ------- | --------------- | ------------------------ | --- |
| 1833                                     | 1848    | Pierre Despouys |                          | Notaire à Mugron                                                                                            |
|                                          |         |                 |                          | |
| 1889                                     | 1892    | Charles Degos   | Républicain              | Médecin, adjoint au maire de Mugron                                                                         |
|                                          |         |                 |                          | |
| 1904                                     | 1919    | Louis Degos     | Républicain opportuniste | Médecin |
| 1919                                     | 1940    | René Lartigau   | RG puis Radical          | Président du conseil d'arrondissement, vétérinaire, propriétaire à Caupenne                                 |
| 1940                                     |         |                 |                          | Les conseils d'arrondissement ont été suspendus par la loi du 12 octobre 1940 et n'ont jamais été réactivés |
| Les données manquantes sont à compléter. |         |                 |                          | |

## Composition
Le canton de Mugron groupait treize communes et comptait 5 620 habitants (population municipale au 1er janvier 2007).
| Communes    | Population (2012) | Code postal | Code Insee |
| ----------- | ----------------- | ----------- | ---------- |
| Baigts      | 345               | 40380       | 40023      |
| Bergouey    | 117               | 40250       | 40038      |
| Caupenne    | 398               | 40250       | 40078      |
| Doazit      | 931               | 40700       | 40089      |
| Hauriet     | 242               | 40250       | 40121      |
| Lahosse     | 267               | 40250       | 40141      |
| Larbey      | 242               | 40250       | 40144      |
| Laurède     | 357               | 40250       | 40147      |
| Maylis      | 334               | 40250       | 40177      |
| Mugron      | 1 390             | 40250       | 40201      |
| Nerbis      | 240               | 40250       | 40204      |
| Saint-Aubin | 484               | 40250       | 40249      |
| Toulouzette | 273               | 40250       | 40318      |

## Démographie
| 1962  | 1968  | 1975  | 1982  | 1990  | 1999  | 2006  | 2007  | - |
| ----- | ----- | ----- | ----- | ----- | ----- | ----- | ----- | - |
| 5 927 | 6 275 | 5 801 | 5 602 | 5 390 | 5 398 | 5 595 | 5 620 | - |